# Walker Russell Jr.
Walker Dwayne Russell Jr. (Rochester, Míchigan, 6 de octubre de 1982) es un exjugador de baloncesto estadounidense. Mide 1,83, y jugaba en la posición de base. Es hijo del exjugador profesional Walker Russell.

## Trayectoria deportiva

### Universidad
Jugó durante 4 temporadas con los Gamecocks de la Universidad de Jacksonville State, siendo el jugador de ese equipo con más puntos (1.182), asistencias (590), mejor porcentaje de tiros libres (84,2%) y partidos jugados como titular (83) desde que está en la División I de la NCAA. Es además el único en conseguir un triple-doble en un partido, con 21 puntos, 11 rebotes y 11 asistencias en 2005. En su última temporada promedió 14,8 puntos, 6,8 asistencias y 3,8 rebotes por partido.

### Profesional
No fue elegido en el Draft de la NBA de 2006, por lo que, tras probar en las ligas de verano, acabó firmando con los Fort Worth Flyers de la NBA Development League, donde consiguió 5,6 puntos y 3,6 asistencias en 15 partidos. Posteriormente iría a jugar a la República Checa, en el CEZ Nymburk.
En 2007, y tras convencer en la liga de verano a sus entrenadores, los New York Knicks le firmaron un contrato no garantizado para la temporada 2007-08 de la NBA, aunque finalmente en octubre decidieron rescindirlo. El 27 de enero ficha por el MMT Estudiantes de la ACB, donde luce el mítico dorsal número 10, que lució en su momento David Russell (un histórico de la ACB), y debuta como jugador ACB el 17 de febrero de 2008 frente al Unicaja de Málaga.

En 2012, ficha por los Detroit Pistons de la NBA.
El 15 de julio de 2016, Russell firmó un contrato con los Cañeros del Este para la Liga Nacional de Baloncesto 2016. Sin embargo, Russell fue despedido por los Cañeros el 23 de ese mismo mes.